# Sheila Herrero
Sheila Herrero Lapuente, née le 28 juin 1976 à Saragosse, est une patineuse de vitesse espagnole.

## Palmarès

### Championnat du monde
- 4 titres sur piste (entre 1999 et 2002)
- 11 titres sur route (entre 1994 et 2001)

### Championnats d'Europe
- 15 titres sur piste (entre 1995 et 2002)
- 20 titres sur route (entre 1994 et 2001)

### autres compétitions
- Rennes sur roulettes, vainqueur en 1999.
- Marathon de Berlin en roller, vainqueur en 2001.